# けずり花
けずり花（けずりばな）とは、彼岸に墓に供えられる木材で作った造花のことである。主に、東北地方などで見られる。主に仙台とその近辺で春の彼岸の頃に作られている。

## 歴史
元々は花の咲かない季節に墓に供えるために作られたといわれる。けずり花が広まる前は、ネコヤナギを使ったり、また枯れ枝に小さく切った白い紙を貼って墓前に供えたと古い記録にある。
太さ10cm程度のコシアブラの木を根元を残すように削り柘植の小枝にさし、削ったところの先に、赤や黄色に染め、花のように見せる。米沢市の笹野一刀彫の作り方に似ているといわれる。
けずり花は伊達藩の御殿医小野木多利治が廃藩置県によって藩からの扶持を失ったことから考案した。最初に売り出されたのは明治10年頃だとされる。初めは孝勝寺の門前、現在の仙台市宮城野区榴岡にある高橋生花舗だけで作って販売していた。広く普及したのは明治30年頃のことで、初めはただ木肌を削っただけの単純なものだったのを、赤や黄色に染めて売り出してからのことである。
小野木家の菩提寺である仙台市宮城野区榴岡の見瑞寺が着色したけずり花を墓地に供えることを認めてから、爆発的に近郷近在の寺院に広まった。それまで白や黄色以外の花は供えることができなかった多くの寺院でも、赤い花が使われるきっかけにもなった。
今では季節に関係なく生花が手に入るが、昔の仙台では春の彼岸に咲く花は全くなかった。ねこやなぎを使ったり、また枯れ枝に小さく切った白い紙を貼って墓前に供えたと古い記録にある。明治の中ごろ以後は次第にけずり花にその座を譲っていったようである。彼岸の頃になるとあちこちの墓地にけずり花が供えられ、ようやく仙台にも春がやってきたことが感じられ、仙台の春の風物詩である。

## 現在
2000年頃よりけずり花の販売数や生産数、流通量の減少により一般的な生花店での取り扱いも減少している。元々生花の入手が困難だった頃の代用品という意味合いが強かったため、生花が冬でも手に入る現在での需要はなくなりつつある。加えて神社仏閣や檀家によっては着色した塗料が雨や雪によって流れだし墓石を汚すといった事情からけずり花のお供えを禁止する事例もある。1980年代までは農家の冬期における副収入的な扱いで広く生産されていたが、専門生産者がいない事もあり現在では入手困難である。